# Русько-Полянські Виселки
Ру́сько-Поля́нські Ви́селки (рос. Русско-Полянские Выселки, ерз. Русско-Полянские Выселки) — присілок у складі Краснослободського району Мордовії, Росія. Входить до складу Краснопідгорного сільського поселення.
Населення — 59 осіб (2010; 69 у 2002).
Національний склад (станом на 2002 рік):
- росіяни — 83 %